# Putna, Suceava
Putna este satul de reședință al comunei cu același nume din județul Suceava, Bucovina, România.